# Vladimir Ivanovič Ovčinnikov
Vladimir Ivanovič Ovčinnikov in russo Владимир Иванович Овчинников? (Saratov, 14 luglio 1911 – Leningrado, 22 giugno 1978) è stato un pittore russo del XX secolo, maestro della pittura di paesaggio, esponente del Realismo socialista..

## Biografia
Vladimir Ovčinnikov nacque il 14 luglio 1911 in una famiglia di contadini a Saratov, città in riva al Volga. Nel 1931 si diplomò nella scuola d'arte di Saratov e si trasferì a Leningrado, entrando nel dipartimento di pittura dell'Accademia di Belle Arti. Lasciò subito l'Accademia per motivi personali, sposandosi nel 1931 e avendo nel 1932 un figlio, Vjačeslav, che si diplomò poi nell'Accademia di Belle Arti di Leningrado quando il padre era già pittore.
Dal 1932 al 1941 lavorò come grafico presso diverse istituzioni di Leningrado. Allo stesso tempo, studiò pittura e disegno dapprima privatamente e poi all'Istituto di Studi Superiori. Durante l'inverno del 1942 fu trasferito a Saratov, essendo rimasto sfinito dall'assedio patito dalla città di Leningrado. Dopo la guarigione, frequentò e si diplomò nella scuola militare, continuando a combattere nell'Armata Rossa.
Dal 1950 partecipò a mostre di pittura con quadri di paesaggi, di scene di genere e di schizzi dal vero. Nel 1953 donò una serie di paesaggi dipinti durante un soggiorno in Ucraina all'Unione degli Artisti di Leningrado. Oltre a soggiornare nel 1950 nella città di Kaniv, nel Dniepr, Ovčinnikov viaggiò verso il Mar Caspio e la parte superiore del Volga. Negli anni Sessanta e Settanta girò l'oblast' di Saratov, visitò l'antica città russa di Pskov, Suzdal', Izborsk, Staraja Ladoga, Starica e altrove. Nei suoi dipinti si rispecchiano le impressioni di questi viaggi.
Ovčinnikov raggiunse l'apice della creatività negli anni Sessanta, ma un vero riconoscimento l'ottenne dopo la morte, avvenuta nel 1978. Nel 1988 si tenne a Leningrado la prima grande esposizione delle sue opere, seguita negli anni Novanta da altre mostre e aste tenute in Francia. Sue opere sono conservate nel Museo statale russo di San Pietroburgo, in altri musei e collezioni private russe, negli Stati Uniti, in Gran Bretagna, in Giappone, in Germania e in altri paesi.